# Abbazia di San Galgano
L'abbazia di San Galgano è un'abbazia cistercense in rovina, sita nel comune di Chiusdino, in provincia di Siena, in Toscana. 
L'abbazia è stata edificata tra gli anni venti e gli anni ottanta del XIII secolo. Pur versando in stato di rovina, è aperta al flusso turistico.
Nei pressi del complesso è situato l'eremo di Montesiepi.

## Culto di San Galgano

La spada nella roccia

Di san Galgano, titolare del luogo che si festeggia il 3 dicembre, si sa che morì nel 1181 e che, convertitosi dopo una giovinezza disordinata, si ritirò a vita eremitica per darsi alla penitenza, con la stessa intensità con cui si era prima dato alla dissolutezza.
Il momento culminante della conversione avvenne nel giorno di Natale del 1180, quando Galgano, giunto sul colle di Montesiepi, infisse nel terreno la sua spada, allo scopo di trasformare l'arma in una croce; in effetti nella Rotonda c'è un masso dalle cui fessure spuntano un'elsa e un segmento di una spada corrosa dagli anni e dalla ruggine, ora protetto da una teca di polimetilmetacrilato. L'evidente eco del mito arturiano non ha mancato di sollevare curiosità e, ovviamente, qualche ipotesi ardita su possibili relazioni fra la mitologia della Tavola Rotonda e la storia del santo chiusdinese.
In molte biografie di San Galgano, compresa la Vita Sancti Galgani de Senis si accenna a contatti che il santo avrebbe avuto con l'eremo di San Guglielmo di Malavalle (Castiglione della Pescaia in provincia di Grosseto). Molte sono le affinità tra i due personaggi: entrambi cavalieri, decisero di votarsi alla vita eremitica abbandonando la milizia terrena, entrambi avevano legami con la materia arturiana. San Galgano infigge la spada nella roccia, con gesto simile, ma inverso a quello di Artù che la estrae. Guglielmo, secondo una tradizione popolare antica in certi comuni della zona (Castiglione della Pescaia, Tirli, Buriano, Vetulonia) sarebbe in realtà Guglielmo X d'Aquitania, padre di Eleonora alla cui corte operò Chrétien de Troyes, autore de Le Roman de Perceval ou le conte du Graal nel quale compare per la prima volta il Santo Graal. Guglielmo X duca d'Aquitania morì nel 1137 mentre stava recandosi in pellegrinaggio a Santiago di Compostela, ma nessuno mai vide la sua salma. Lasciò erede del suo vastissimo dominio la figlia Eleonora. Potrebbe essere il santo di Malavalle che compare in Maremma alcuni anni dopo questi fatti. Per la prima volta se ne fa menzione nella Vita S. Guilelmi scritta dopo il 1210. I risultati di indagini scientifiche eseguite sulle reliquie di san Guglielmo, compresa quella del DNA mitocondriale, rendono fortemente probabile l'origine nordica del personaggio.

## Storia

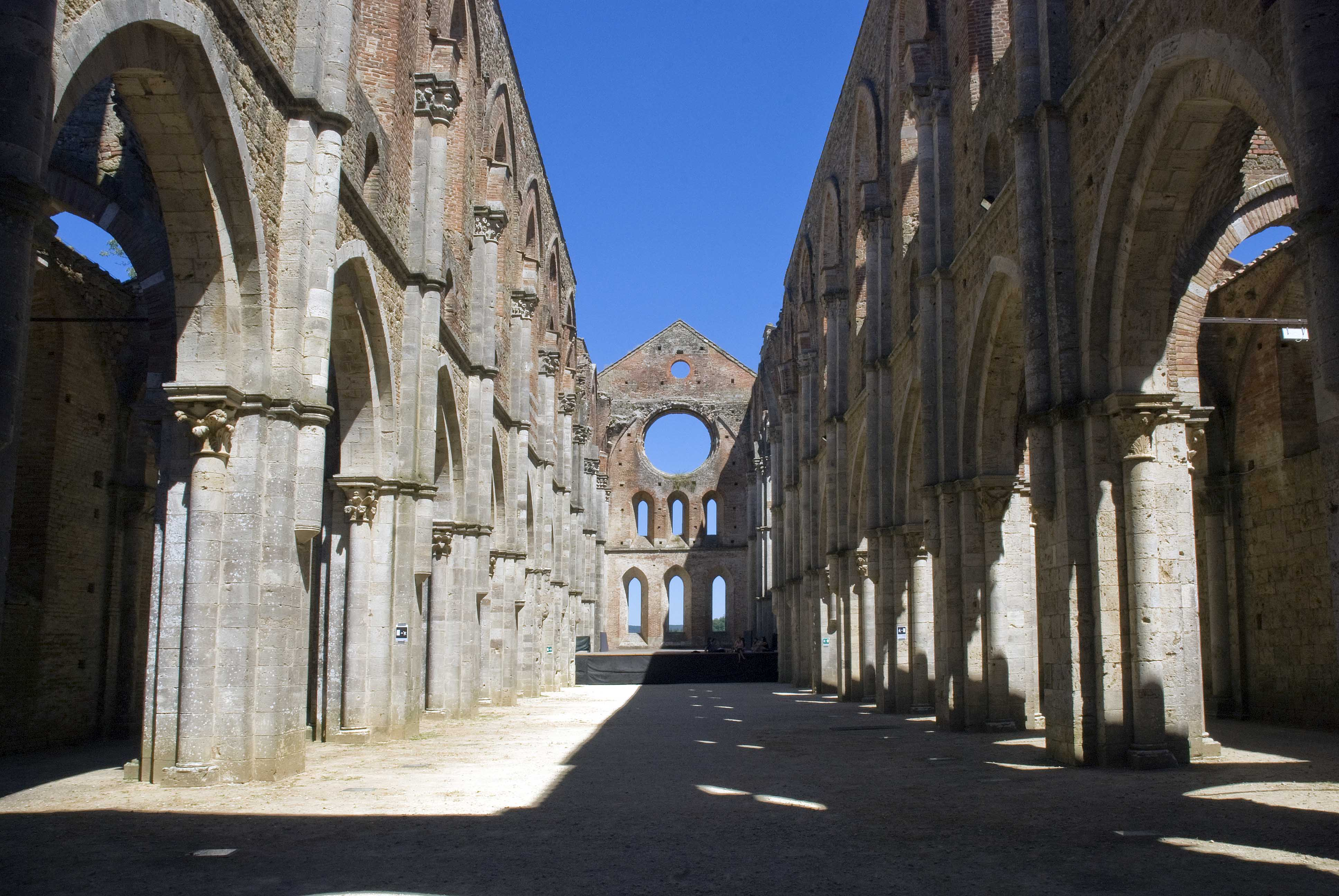
Interno dell'abbazia di San Galgano

Per volontà del vescovo di Volterra Ugo Saladini nel luogo della morte di san Galgano fu edificata una cappella terminata intorno al 1185. Il vescovo a lui succeduto, Ildebrando Pannocchieschi, promosse invece la costruzione di un vero e proprio monastero. Negli ultimi anni della sua vita Galgano era entrato in contatto con i Cistercensi e furono proprio loro a essere chiamati a fondar la prima comunità di monaci che risulta già attiva nel 1201; a quel tempo la chiesa di Montesiepi risultava come una filiazione dell'abbazia di Casamari.
Sotto l'impulso di questo primitivo nucleo monastico, ai quali si erano uniti molti nobili senesi e alcuni monaci provenienti direttamente dall'abbazia di Clairvaux nel secondo decennio del XIII secolo si iniziarono i lavori di costruzione dell'abbazia nella sottostante piana della Merse. Il progettista sembra sia stato donnus Johannes che l'anno precedente aveva portato a termine i lavori nell'abbazia di Casamari.
I lavori andarono avanti speditamente, nel 1227 sono testimoniate una chiesa superiore (Montesiepi) e una inferiore. Nel 1228 una delle infermerie era stata completata e l'anno successivo terminarono i lavori di costruzione della cella abbaziale. A dare l'impulso ai lavori fu soprattutto l'enorme patrimonio fondiario che i monaci erano risusciti ad accumulare, grazie a donazioni e lasciti e anche grazie a numerose concessioni ecclesiastiche che permise loro di entrare in possesso dei beni delle abbazie benedettine dei dintorni, tanto che alla metà del XIII secolo l'abbazia di San Galgano era la più potente fondazione cistercense in Toscana. Essa fu inoltre protetta e generosamente beneficiata dagli imperatori Enrico VI, Ottone IV e dallo stesso Federico II, che confermarono sempre i privilegi concessi aggiungendone via via degli altri, ivi compreso il diritto di monetazione. Il papa Innocenzo III esentò l'abbazia dalla decima.
Nel 1262 i lavori erano quasi completati e nel 1288 venne consacrata. La grande ricchezza dell'abbazia portò i suoi monaci ad assumere una notevole importanza economica e culturale tanto da spingere la Repubblica di Siena a stringere stretti legami con la comunità. Già nel 1257 il monaco Ugo era stato nominato camerlengo di Biccherna, cioè responsabile dell'erario della Repubblica. Il monaco Ugo fu solo il primo di tutta una serie di monaci di San Galgano che occuparono quella carica. Ma i rapporti non furono solo economici. La Repubblica dette infatti ai monaci il compito di studiare un acquedotto che dalla valle della Merse dovesse portare l'acqua a Siena e inoltre i monaci furono tra i primi operai della cattedrale senese; tra gli operai va segnalato frate Melano che nel 1266 stipulò il contratto con Nicola Pisano per la realizzazione del celebre pulpito della cattedrale. Anche nel territorio circostante i monaci fecero degli interventi: dettero inizio ai lavori di prosciugamento e bonifica delle paludi circostanti e regimentarono il corso della Merse per sfruttarne l'energia idraulica; il monastero infatti possedeva un mulino, una gualchiera per la lavorazione dei panni e una ferriera.
Nel XIV secolo la situazione incominciò a peggiorare: prima la carestia del 1328 poi la peste del 1348, che vide i monaci duramente colpiti dal morbo, portò all'arresto dello sviluppo del cenobio. Nella seconda metà del secolo l'abbazia, come tutto il contado senese, venne più volte saccheggiata dalle compagnie di ventura, tra le quali per ben due volte da quelle di Giovanni Acuto, che scorrazzavano per il territorio. Tali vicende portarono a una profonda crisi nella comunità monastica, tanto che alla fine del secolo essa si era ridotta a sole otto persone.
La crisi continuò anche nel XV secolo. Nel 1474 i monaci fecero edificare a Siena il cosiddetto Palazzo di San Galgano e vi si trasferirono, abbandonando il monastero. Il patrimonio fondiario rimaneva tuttavia intatto e tale da scatenare una contesa tra la Repubblica di Siena e il Papato. Nel giugno del 1506 papa Giulio II scagliò l'interdetto contro Siena perché aveva contrapposto il cardinale di Recanati al candidato papale Francesco da Narni per l'assegnazione dei benefici abbaziali. In questo contrasto politico, la Repubblica di Siena, guidata da Pandolfo Petrucci, resistette ordinando ai sacerdoti la celebrazione regolare di tutte le funzioni liturgiche.
Nel 1503 l'abbazia venne affidata a un abate commendatario, una scelta che accelerò la decadenza e la rovina di tutto il complesso. Risulta da una relazione fatta nel 1576 che abitasse presso il monastero un solo monaco, che neanche portava l'abito di frate, che le vetriate dei finestroni era tutte distrutte, che le volte delle navate erano crollate in molti punti e che, presso il cimitero, rimanevano solo parte delle rovine delle infermerie, demolite all'inizio del Cinquecento. Nel 1577 furono avviati dei lavori di restauro, ma furono interventi inutili che non riuscirono minimamente ad arrestare il progressivo degrado. Nella relazione fatta nel 1662 si legge che "La chiesa non può essere tenuta in peggior grado di quello che si trova e vi piove da tutte le parti".
Nella prima metà del Settecento il complesso risultava ormai crollato in più parti e quelle ancora in piedi lo erano ancora per poco. Infatti nel 1781 crollò quanto rimaneva delle volte e nel 1786 il campanile collassò su se stesso; si salvò la campana maggiore, opera del Trecento, ma per poco, infatti pochi anni dopo venne fusa e venduta come bronzo. Negli anni seguenti l'abbazia venne trasformata addirittura in una fonderia, fino a che nel 1789 la chiesa fu definitivamente sconsacrata e abbandonata. I locali del monastero invece diventarono la sede di una fattoria e vennero parzialmente restaurati già nei primi decenni del XIX secolo.
Verso la fine dell'Ottocento l'interesse verso il monumento riprese. Si iniziò a ipotizzare il restauro, si fece un rilievo delle strutture architettoniche e tutto l'edificio fu al centro di un corposo studio storico al quale si accompagnò una campagna fotografica eseguita dai Fratelli Alinari di Firenze.
Nel 1924 si iniziò il restauro eseguito con metodo conservativo per opera di Gino Chierici, che si ispirò ai principi di John Ruskin. Non furono, quindi, realizzate ricostruzioni arbitrarie o integrazioni: si decise semplicemente di consolidare quanto rimaneva del monastero.

## Descrizione
L'ipotesi che trova attualmente maggiori riscontri è che l'esecuzione della chiesa sia incominciata a partire dall'abside. Questa è la parte che maggiormente rispetta i canoni cistercensi: in special modo nella zona del coro e del braccio meridionale del transetto caratterizzati dall'uso di travertino e dalle aperture minori. Nel braccio settentrionale e nelle ultime campate della chiesa le aperture sono più grandi. Per quanto riguarda l'attribuzione, si pensa che la parte orientale sia stata realizzata da donnus Johannes mentre la parte occidentale da frate Ugolino di Maffeo, documentato nel 1275.

### Ubicazione

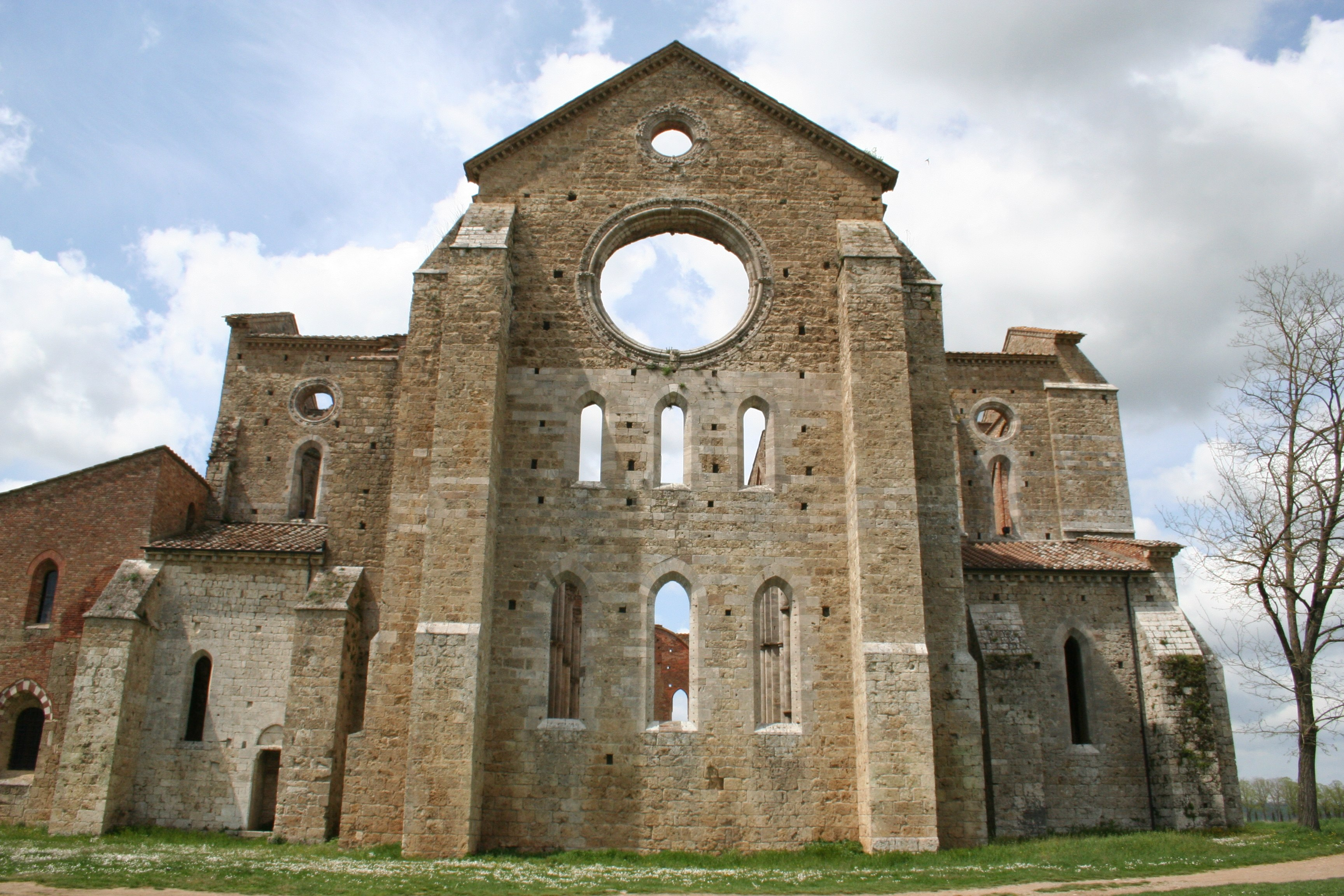
Esterno dell'abside

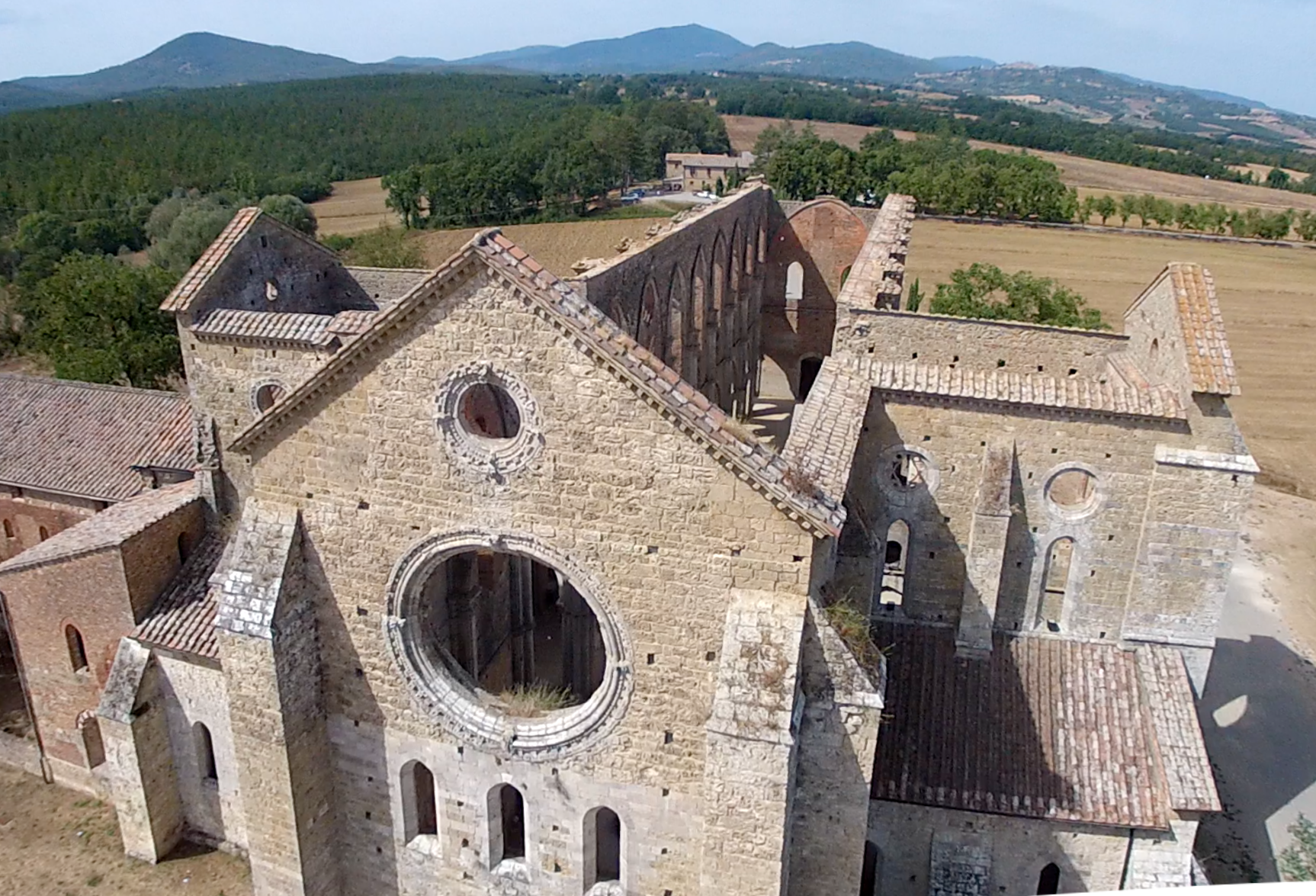
Veduta aerea

La chiesa rispetta perfettamente i canoni della abbazie cistercensi; tali canoni erano stabiliti dalla regola di San Bernardo e prevedevano norme precise per quanto riguarda la localizzazione, lo sviluppo planimetrico e lo schema distributivo degli edifici.
La abbazie dovevano sorgere lungo le più importanti vie di comunicazione (in questo caso la via Maremmana) per render più agevoli le comunicazioni con la casa madre; inoltre in genere erano poste vicino a fiumi (qui la Merse) per poterne sfruttare la forza idraulica; e infine in luoghi boscosi o paludosi per poterli bonificare e poi sfruttarne il terreno per coltivazioni. Dal punto di vista architettonico gli edifici dovevano essere caratterizzati di una notevole sobrietà formale.

### Esterno

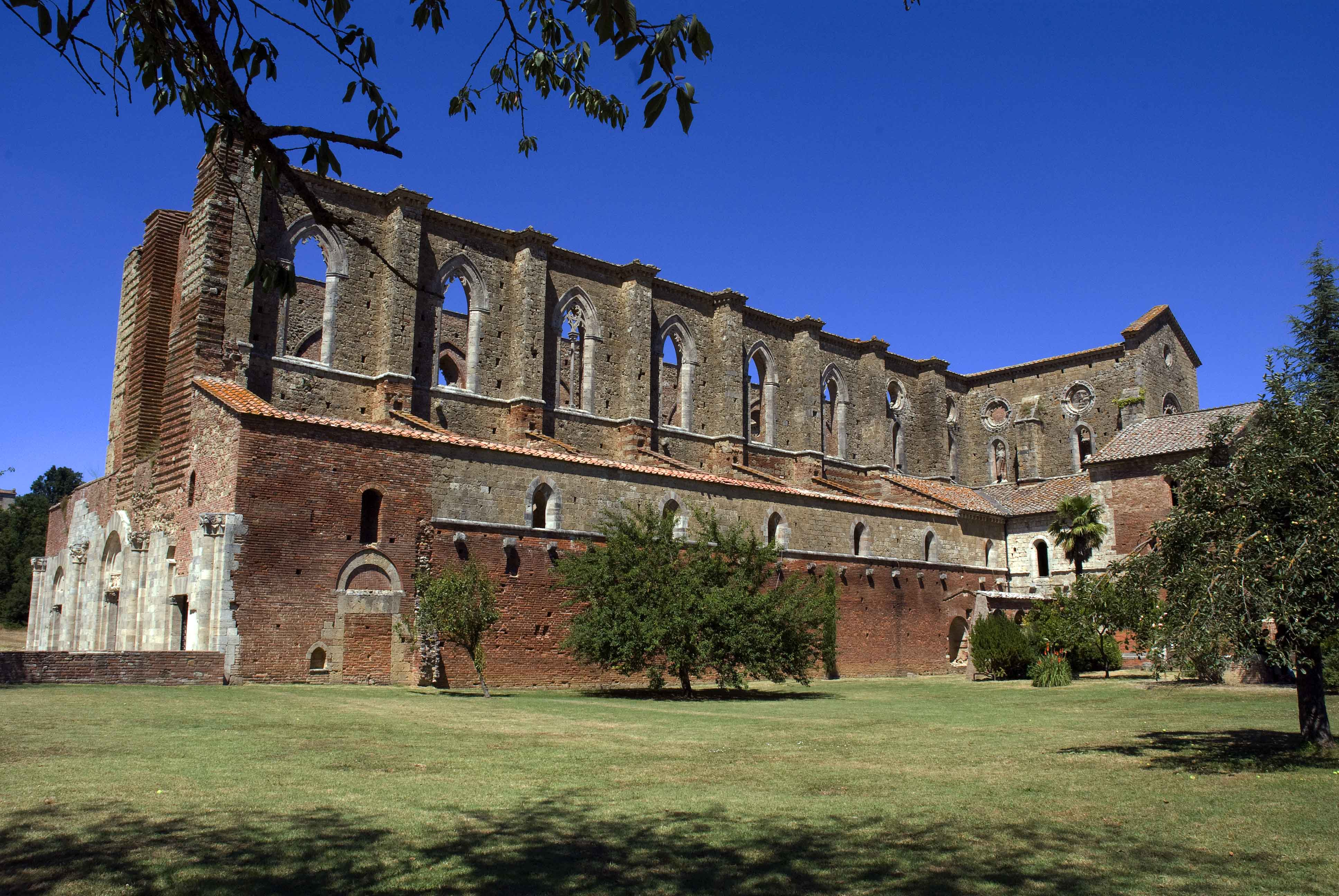
L'abbazia vista dal lato destro

La chiesa è perfettamente orientata, cioè ha l'abside volta a est, e ha una facciata a doppio spiovente che dall'esterno fa capire la divisione spaziale interna, in questo caso a tre navate. Nella parte inferiore della facciata vi sono quattro semicolonne addossate a lesene che avevano il compito di sostenere un portico, peraltro mai realizzato; l'ingresso all'aula liturgica è affidato a tre portali con arco a tutto sesto ed estradosso a sesto acuto, oggi chiusi da inferriate. Il portale maggiore è decorato con un fregio in cui sono scolpite delle figure fitomorfe a foglie di acanto. Nella parte superiore della facciata, forse rimasta incompiuta, sono collocate due finestre a sesto acuto; la parte terminale è stata reintegrata all'inizio del XX secolo con laterizi.
Le fiancate laterali permettono una completa lettura delle caratteristiche salienti dell'edificio. Nella parte inferiore, per tutta l'altezza delle navate laterali, vi sono aperture realizzate con monofore strombate con arco a tutto sesto mentre nella parte superiore, corrispondenti alle pareti della navata centrale, sono presenti delle grandi bifore, tranne che nelle due ultime campate vicino al transetto, dove le bifore sono sostituite da monofore ad arco a tutto sesto sovrastate da un oculo; tutte le colonnette di divisione delle bifore sono andate perdute, con l'eccezione di una finestra posta sul fianco destro.
Nel fianco sinistro, caratterizzato dall'assoluta omogeneità e accuratezza costruttiva del paramento murario, risulta notevole il prospetto del transetto, che mostra elementi architettonici di grande rilievo come la trifora, il contrafforte di sinistra aperto da piccole feritoie e al cui interno è posta una piccola scala a chiocciola e il portale che immetteva nel cimitero. Il cimitero era posto lungo questa fiancata e il suo limite era costituito dalla cappella del XIII secolo costruita in mattoni che è ancora presente.
Massima opera architettonica è l'abside, la prima parte della chiesa che vedeva chi arrivava dalla via Maremmana. Si presenta racchiusa tra due contrafforti e mostra due ordini di aperture di tre monofore ad arco a sesto acuto; in alto è conclusa da un grande oculo sopra il quale ve ne è uno più piccolo; entrambe le cornici di questi oculi sono riccamente decorate. Lo stesso motivo della monofora sovrastata da un oculo si ritrova nel prospetto laterale del transetto; due di questi oculi, uno visibile dalla parte posteriore e uno dalla fiancata destra, mostrano ancora la decorazione originale. Nella parte sinistra dell'abside si trovano una porta e una monofora. Questo è quanto rimane del campanile crollato nel 1786, Va detto che nelle abbazie cistercensi la presenza della torre campanaria era un fatto assolutamente eccezionale.
Sulla fiancata destra si sviluppava il chiostro, attorno al quale ruotava tutta la vita dell'abbazia. Il chiostro risultava completamente distrutto già nel XVIII secolo, ma durante i restauri degli anni venti si decise di ricostruirne, con i materiali originari, almeno una piccola parte, composta da arcate con colonne binate che permettono di intuire la notevole bellezza originaria. Nella fiancata destra si possono ancora notare le mensole su cui si appoggiava la struttura portante del portico.

### Interno

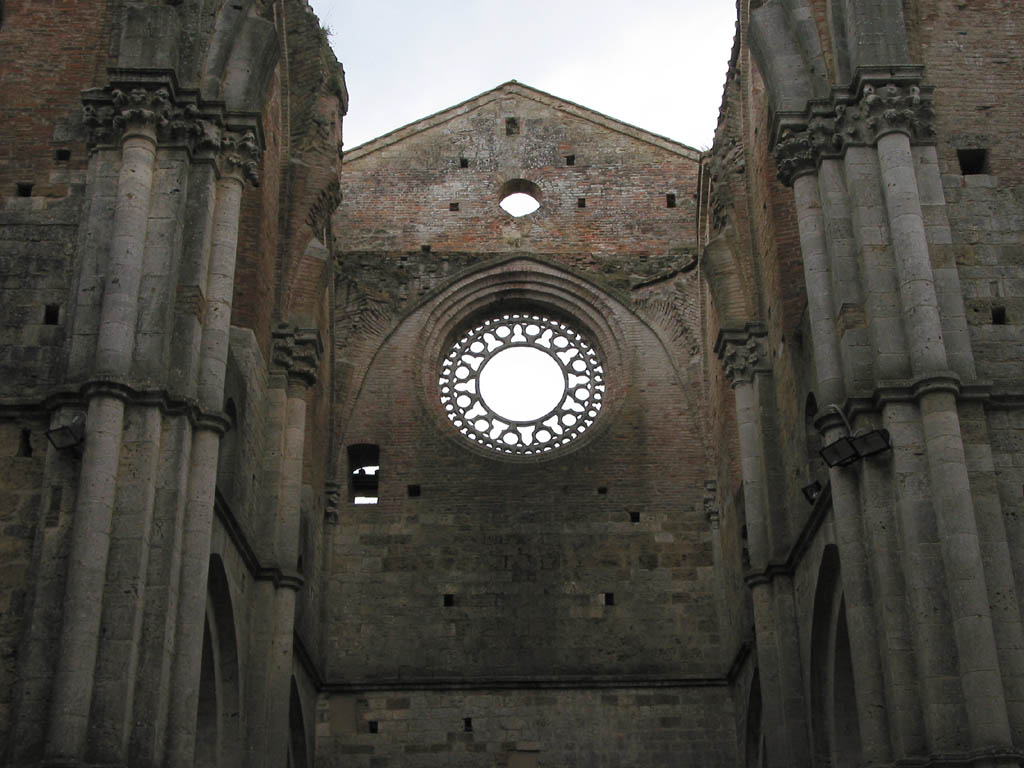
Il rosone sovrastato dall'oculo

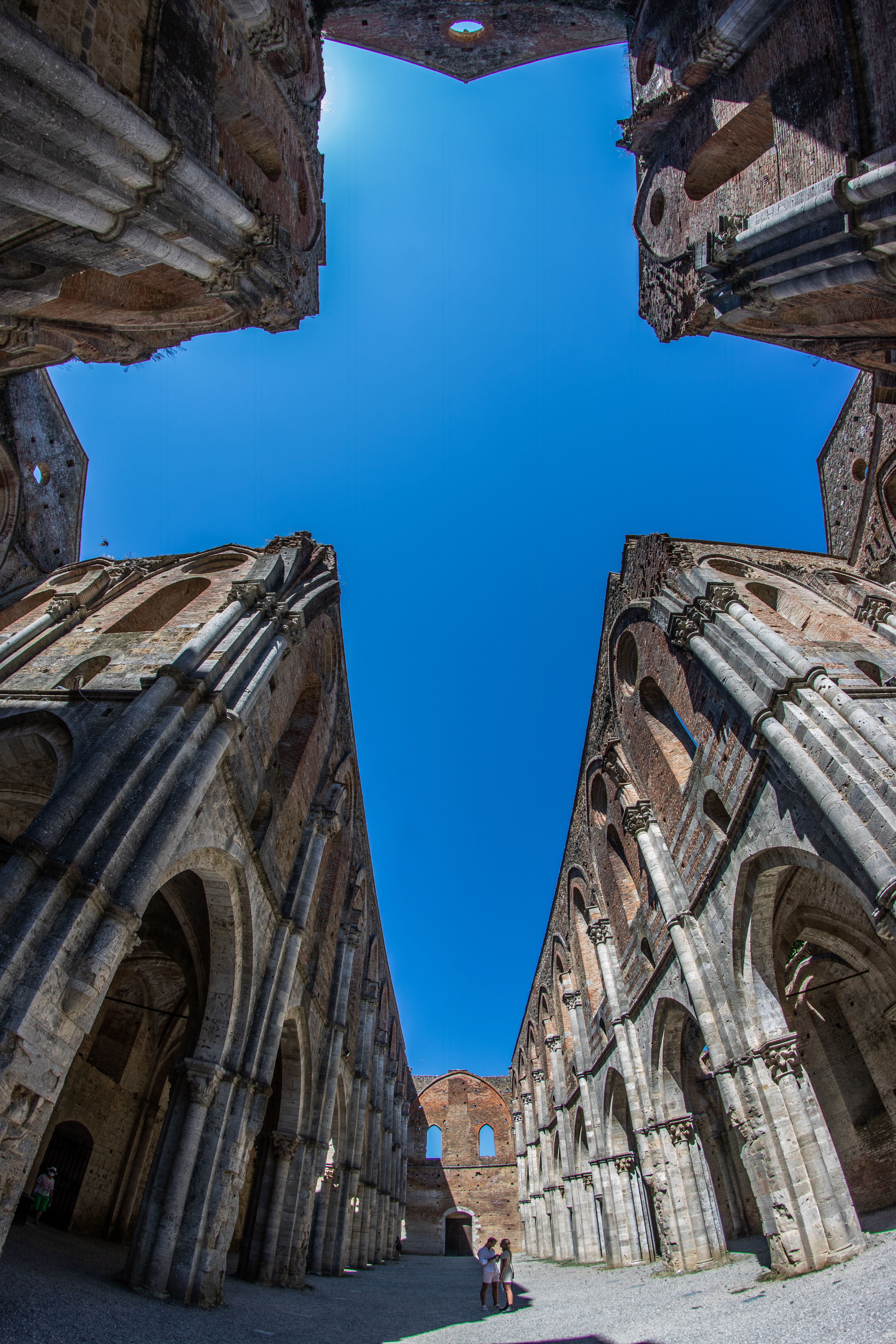
L'interno dell'abbazia di San Galgano

L'interno della chiesa si presenta privo della copertura e del pavimento, sostituito da terra battuta che in primavera si trasforma in un manto erboso.
La chiesa ha una pianta a croce latina di 69 metri di lunghezza per 21 di larghezza ed è conclusa con un ampio transetto. Lo spazio interno è diviso longitudinalmente in tre navate di 16 campate di pilastri cruciformi.
Il transetto è suddiviso in tre navate, con quella orientale trasformata in quattro cappelle rettangolari poste due a due laterali a quella maggiore, la quale presenta una semplice abside rettangolare. Sia le cappelle sia le campate minori del transetto mostrano ancora l'originaria copertura con volte a crociera poggianti su costoloni. In queste cappelle venivano effettuate delle funzioni liturgiche: a testimonianza di ciò nelle pareti sono visibili due nicchie, la minore usata per custodire le ampolle e la maggiore come lavabo. Nella parete di fondo del transetto sinistro vi sono due porte: una dà accesso alla scala a chiocciola che conduceva nel sottotetto e l'altra al cimitero. Nella parete di fondo del transetto destro si trova la porta che dava accesso alla sagrestia e una apertura posta in alto sulla destra grazie alla quale i monaci, usando una scala in legno, potevano accedere direttamente alla chiesa dal dormitorio per svolgere le funzioni notturne e mattutine. Il campanile si trovava in corrispondenza della prima cappella del transetto di destra.
Il transetto e le prime due campate del braccio longitudinale erano la zona riservata ai monaci; all'altezza della seconda campata di destra nel 1288 venne costruito un altare eliminando la base della semicolonna mentre la parte superiore venne ornata con una calotta decorata a figure fitoformi. Notevoli nella navata centrale sono gli archi a sesto acuto a doppia ghiera, le semicolonne da cui partivano le volte che coprivano le navate, la doppia cornice sopra le arcate e le decorazioni floreali sui capitelli. Tra i capitelli il più interessante è quello del primo pilastro di sinistra decorato con una figura antropomorfa, che potrebbe anche raffigurare l'ultimo architetto della chiesa, Ugolino di Maffeo.
Sulla parete di destra all'altezza dell'ultima campata vi è un portale che originariamente dava accesso al chiostro e che attualmente costituisce l'ingresso principale alla chiesa.

### Chiostro e sacrestia

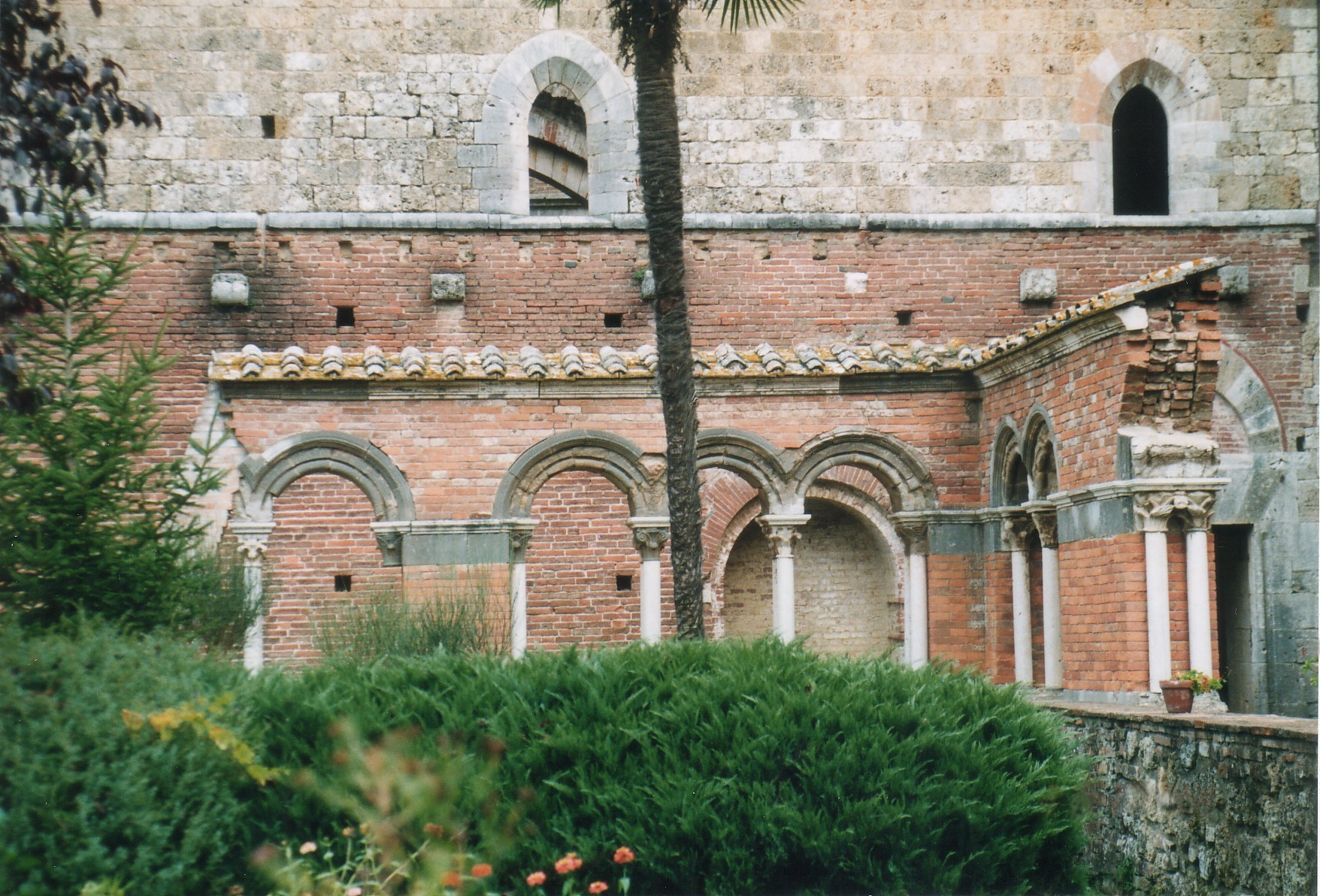
La sezione ricostruita del chiostro

Del chiostro è visibile solo il lato orientale, allineato con il transetto sud: già nel XVIII secolo era completamente distrutto e gli attuali resti risalgono agli anni venti, quando fu deciso di ricostruire alcune arcate con colonne binate utilizzando i materiali originari.
La sacrestia è posta al piano terreno ed è il primo ambiente che si trova venendo da sinistra. La sacrestia è coperta con due grandi volte a crociera e in questa sala sono ancora visibili tracce di affreschi dell'originaria decorazione pittorica. Attraverso una porta con arco a sesto acuto si accede all'archivio, il cui l'interno è coperto con volta a crociera.

### Sala capitolare

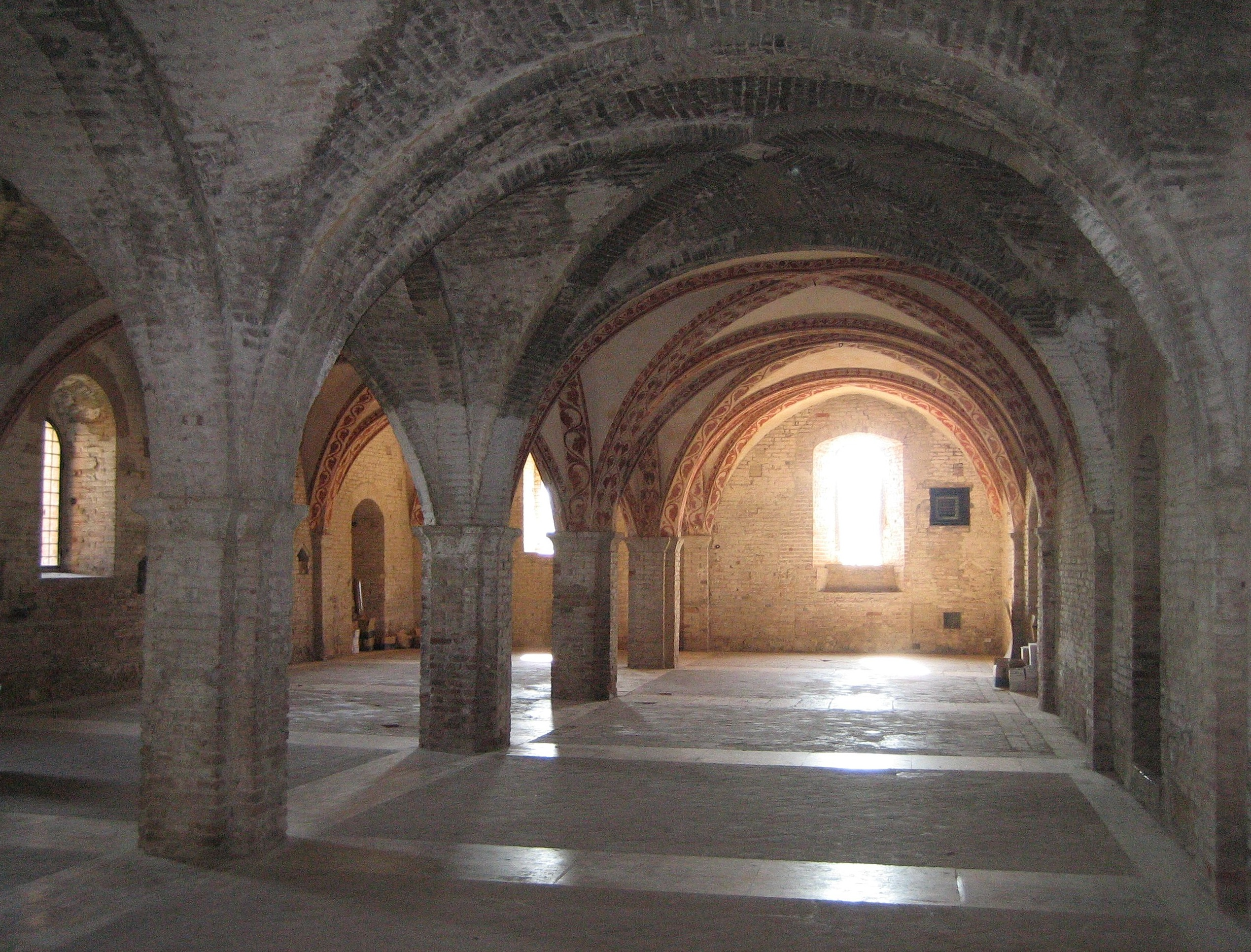
Interno dello Scriptorium

Vi si accede da un portale con arco a sesto acuto. La sala capitolare era uno degli ambienti più importanti dell'abbazia in quanto vi si riuniva il capitolo dei monaci per deliberare gli atti che riguardavano il governo della comunità. Si tratta di un ambiente molto vasto, diviso in sei campate da colonne abbastanza basse che sorreggono altrettante volte a crociera. Traeva l'illuminazione da due grandi bifore con colonne binate aperte sul chiostro e da tre piccole monofore con arco a tutto sesto poste sulla parete di fondo.

### Altri ambienti del complesso
Dalla sala capitolare si accede a un ambiente che è stato identificato come il parlatorio. All'estremità meridionale del piano terreno si trovava lo scriptorium, dove i monaci copiavano i manoscritti. È un ambiente molto vasto, diviso in due navate da cinque pilastri cruciformi che sorreggono delle volte a crociera con decorazioni a girali.
Al piano superiore si trovava il dormitorio dei monaci, suddiviso in celle, e una cappella.
Il resto del complesso oggi è scomparso. Nel lato opposto alla chiesa probabilmente si trovavano il refettorio, le cucine, il focolare, i vari annessi e le latrine. Il quarto lato del chiostro era occupato dalla dispensa, dai magazzini e dai locali destinati ai conversi, che la regola imponeva fossero distinti da quelli dei monaci. Dietro il cimitero e l'abside della chiesa si trovavano le infermerie dei laici, che erano separate soprattutto per motivi igienici.

## Filmografia
Il suggestivo sito dell'abbazia è stato utilizzato per ambientare i film Nostalghia di Andrej Tarkovskij (1983), Il paziente inglese di Anthony Minghella (1996), Paolo Barca, maestro elementare, praticamente nudista con Renato Pozzetto (1975) e la scena finale del film Il riposo del guerriero di Roger Vadim (1962).
All'interno della chiesa è stato anche girato il videoclip dei Pooh della loro cover di La casa del sole, dell'album Beat ReGeneration. Inoltre nell'abbazia è stata girata una scena del film di Checco Zalone Sole a catinelle. L'interno della chiesa appare, anche, nel film di Flavio Mogherini La ragazza dei lillà.
Nel 2020 è uscito nelle sale il documentario Andrej Tarkovskij - Il cinema come preghiera, di Andrej Tarkovskij, figlio di Arsenij Tarkovskij, con alcune scene girate all'interno della chiesa.

## Esempi simili
La mancanza del tetto - che evidenzia l'articolazione della struttura architettonica - accomuna in questo l'abbazia a quelle (solo per citarne alcune) di Melrose, di Kelso e di Jedburgh in Scozia, di Tintern in Galles, di Cashel in Irlanda, di Eldena nel Meclemburgo-Pomerania, di Oybin in Sassonia, di Beauport a Paimpol e di Saint Matthieu a Plougonvelin entrambe in Bretagna, di Jumièges in Normandia, di San Giovanni delle Vigne a Soissons in Piccardia, delle Trois-Fontaines a Trois-Fontaines-l'Abbaye nella Champagne, di Sainte-Marguerite a Bouilland in Borgogna, di Santa Maria Chiesa de Piedra presso Nuévalos in Aragona, del Convento do Carmo a Lisbona, della chiesa di San Giorgio dei Greci di Famagosta sull'isola di Cipro.
In Italia, un paragone almeno estetico (restando comunque nell'ambito dell'architettura medievale), può compiersi (anche in questo caso citando solamente alcuni esempi) con il monastero di Valle Christi presso Rapallo, con la chiesa di santa Maria dello Spasimo di Palermo, con l'Abbazia del Goleto di Sant'Angelo dei Lombardi, con il Complesso della Santissima Trinità detta l'Incompiuta di Venosa, con la chiesa di Santa Maria di Cartignano sita nei pressi di Bussi sul Tirino, con la chiesa di San Nicola a Capo di Bove presso Roma, con il monastero di San Bruzio presso Magliano in Toscana, con l'abbazia di San Rabano nei Monti dell'Uccellina, con la pieve di San Giovanni Battista a Sillano nel comune di Pomarance, con l'abbazia di Sant'Eustachio nei pressi di Nervesa della Battaglia, con la chiesa di San Pantaleo vicina a Martis.